# Thymus longidentatus
Thymus longidentatus là một loài thực vật có hoa trong họ Hoa môi. Loài này được (Degen & Urum.) Ronniger miêu tả khoa học đầu tiên năm 1924.